# Подгорбунский, Сергей Александрович
Серге́й Алекса́ндрович Подгорбу́нский (21 февраля 1948, Новосибирск — 9 февраля 2014, Москва) — советский и российский журналист и медиаменеджер. Главный редактор республиканской газеты «Ленинская смена» (1979—1984) и студии «Казахтелефильм» (1985—1987), директор телеканала «РТР» (1990—1996) и генеральный директор телеканала «Школьник ТВ» (2001—2004).

## Биография

### Детство и юность
Родился 21 февраля 1948 года в Новосибирске, в семье строителей; отец участвовал в сооружении канала Иртыш — Караганда. Среднее образование получил в школе № 42 (ныне — гимназия № 1), в которой учился с 1955 по 1966 год. С восьмого класса как внештатный корреспондент начал сотрудничать с газетами «Молодость Сибири» и «Пионерская правда». Одновременно занимался в фотокиностудии городского Дворца пионеров и школьников, являлся внештатным корреспондентом-оператором редакции новостей Новосибирской студии телевидения.
В 1966 году поступил на кафедру радио и телевидения факультета журналистики Ленинградского государственного университета имени А. А. Жданова (ЛГУ), которую окончил в 1971 году. С 1968 года, в период третьего трудового семестра, проходил практику в газете «Ленинская смена на студенческой стройке» (Алма-Ата). За годы учёбы поочерёдно занимал в ней должности корреспондента, заведующего отделом и заместителя редактора.

### В Казахстане
После окончания вуза был направлен в Алма-Ату корреспондентом в редакцию газеты «Казахстанская правда», но вскоре перешёл в творческое объединение «Ровесники» молодёжной редакции Казахского республиканского телевидения. Здесь работал корреспондентом и редактором, а также автором и ведущим ряда еженедельных телепрограмм.
В 1976 году, по рекомендации Закаша Камалиденова, был переведён в республиканскую молодёжную газету «Ленинская смена» на должность заместителя главного редактора. В 1979 году назначен главным редактором (сменил на этом посту Фёдора Игнатова). В период его руководства издание становилось победителем конкурсов комсомольских газет, по итогам одного из них было занесено в «Летопись комсомольской славы» Центрального комитета ВЛКСМ (ЦК ВЛКСМ).
В 1984 году стал руководителем отдела и вошёл в состав редакционного совета журнала «Партийная жизнь Казахстана».
В 1985 году был назначен главным редактором, председателем сценарно-редакционной коллегии студии «Казахтелефильм». За время работы на студии написал сценарии нескольких документальных фильмов.
В январе 1987 года, по приглашению Альберта Устинова, перешёл на партийную работу в Центральный комитет Коммунистической партии Казахстана (ЦК КП Казахстана), где занял должность заведующего Сектором средств массовой информации отдела пропаганды и агитации.
Летом 1988 года принял предложение председателя Государственного комитета Казахской ССР по телевидению и радиовещанию (Гостелерадио КазССР) Гадильбека Шалахметова и стал его первым заместителем.

### В России
Весной 1990 года, по инициативе Всеволода Богданова, переехал в Москву, где занял должность заместителя генерального директора — главного редактора Генеральной дирекции программ Центрального телевидения Гостелерадио СССР (ЦТ СССР).
В декабре 1990 года, по приглашению Анатолия Лысенко, перешёл в образованную незадолго до этого Всероссийскую государственную телевизионную и радиовещательную компанию (ВГТРК). Здесь был назначен директором телеканала «РТВ» (позже переименованного в «РТР»), который предстояло организовать. При непосредственном участии Сергея Подгорбунского были разработаны административная структура телеканала и принципы оплаты труда его сотрудников, сформирована программная сетка и согласованы условия вещания на второй программе ЦТ. Регулярное вещание началось 13 мая 1991 года. В июле того же года, вместе с Павлом Корчагиным и Оганесом Соболевым, участвовал в переговорах и принимал решение о приобретении телесериала «Санта-Барбара» — самого длинного телесериала, транслировавшегося в России. Во время августовского путча координировал возобновление вещания отключённого ГКЧП телеканала на регионы. Вновь организовывал его вещание во время событий 3—4 октября 1993 года в Москве, после отключения телецентра «Останкино» «РТР» был единственным центральным телеканалом, оставшимся в эфире и освещавшим происходящее. В одном из интервью вспоминал, что для минимизации жертв среди населения во время танкового обстрела Дома Советов России (Белого дома) единолично принимал решение о времени начала ретрансляции эфира телеканала CNN. В дальнейшем совмещал должность заместителя генерального директора ВГТРК, отвечал за творческие вопросы. Покинул компанию в марте 1996 года, спустя месяц после назначения Эдуарда Сагалаева председателем ВГТРК. Впоследствии стал соавтором открытого письма (опубликовано «Новой газетой» 3 февраля 1997 года) о якобы злоупотреблениях и недостатках в работе нового руководства компании. После этого заявления Э. Сагалаев добровольно ушёл в отставку, однако изложенные в письме факты были признаны Судебной палатой по информационным спорам при Президенте Российской Федерации недостоверными; аналогичным образом высказались и коллеги Сагалаева по ТВ-6.
Весной 1996 года перешёл на должность заместителя председателя МТРК «Мир», с 1997 года работал на телеканале «Русское видео — 11 канал» (Санкт-Петербург), а затем — в еженедельной газете «Все каналы ТВ».
С 2000 года по 16 октября 2001 года состоял на государственной службе в Министерстве по делам федерации, национальной и миграционной политики Российской Федерации (Минфедерации России), где занимал пост директора Департамента по взаимодействию со СМИ и связям с общественностью. До мая 2002 года также входил в состав редакционной коллегии подведомственного журнала «Жизнь национальностей».
После упразднения Минфедерации России вернулся на телевидение, став генеральным директором образовательного телеканала «Школьник ТВ» (на этой должности сменил Сергея Столярова). За время руководства проведено реформирование программного наполнения и расширение сети вещания, телеканал перешёл на круглосуточное вещание. По итогам 2002 года его коллектив стал лауреатом специальной премии Союза журналистов России.
С 2004 года по 2006 год работал начальником информационно-издательского отдела Центра гуманитарного и делового сотрудничества с соотечественниками за рубежом — Московского дома соотечественника (МДС). В этот период неоднократно принимал участие в различных мероприятиях по вопросам взаимодействия с российскими соотечественниками.
С 2007 года был начальником пресс-службы Исполнительного комитета СНГ.
С 2009 года по 2011 год трудился на развлекательно-познавательном телеканале «Ностальгия» шеф-редактором ежедневного информационного дайджеста архивных материалов «Прошедшее время».
В последние годы жизни вёл педагогическую деятельность, занимался литературным творчеством.
Скончался во сне, в полдень 9 февраля 2014 года в Москве. Прощание и похороны прошли 12 февраля на Хованском кладбище.

## Общественная деятельность
Был членом Международной академии телевидения и радио (IATR).
Являлся членом Международной федерации журналистов (IFJ), Союза журналистов СССР и России.
Во время работы в газете «Ленинская смена» избирался членом бюро ЦК ЛКСМ Казахстана.
Входил в состав коллегии Российского государственного морского историко-культурного центра (Морского центра) (с 19 февраля 1996 года по 13 марта 1997 года).

## Награды и премии
- Орден Дружбы (16 ноября 2011 года) — за большие заслуги в развитии отечественного телерадиовещания и многолетнюю плодотворную деятельность[51].
- Почётная грамота Президиума Верховного Совета Казахской ССР[4].
- Национальная телевизионная премия «Телегранд—2012» (25 апреля 2013 года) — за весомый вклад в становление российского телевидения[52][53].
- Приз I Всесоюзного фестиваля молодёжных телевизионных программ (совместно с Виленом Визильтером) (1973) — за телевизионный очерк «Марат Раджибаев»[7][45].
- Диплом II степени ВДНХ СССР — за любительский документальный фильм «Ленин в Шушенском»[4].

## Увлечения
В свободное время занимался фотографией и любительской киносъёмкой, чтением литературы, живописью и автотуризмом.